# クマさんの四季
『クマさんの四季』（クマさんのしき）は、1976年白泉社から刊行された、和田慎二の漫画作品。

## 概要
1973年から1975年にかけて、別冊マーガレットで公開された3篇に、単行本書下ろしの1篇を加えて1シリーズとしている。和田慎二は『スケバン刑事』などで知られるが、こちらはウラルの森の奥に暮らすクマさんたちの物語で、擬人化した動物たちを登場人物としてメルヘンタッチで描く。かなり傾向が違う。ちなみに和田慎二自身も、髭づらの容貌から「クマさん」として親しまれている。
メルヘンの本として出版されたものだが、2007年現在入手困難。装丁が漫画の単行本というより、ハードカバーの児童書に近いこともあって、古書店でも探しづらい。絶版が決定した際、作者は当時連載中だった『ピグマリオ』の欄外に「この本はすでに役目を終えたと思います」「版型を変えての出版はありません」とのメッセージを書き込んで発表した。以降、本作の復刊・再録は行われていない。

## ストーリー
クマさんの10月
冬ごもりを前にした森で、魚干し倉が次々と荒らされる事件が起きた。黒オオカミらしき影が、荒らされた倉から逃げ去るのを目撃した銀ギツネは、自分が倉荒らしの犯人であるかのように装い、黒オオカミをかばって森から追放されるのだが…
春の森のクマさん
「クマさんの10月」から半年後。冬が明けて春を迎えた森で、ウサギ族の若者リョーシャが、北にあるウサギ族の国を探して移住することを提案した。はじめは反対していたウサギたちも、自分たちがこの森で出来ることは無いのではと考え、移住派に傾きはじめる。
眠りにつく森
新たな冬がやってきたが、クマさんは冬ごもりに入らずにいた。帰ってこない友達のことに加え、森の中でいろいろな問題が起こっていたからだ。そしてある夜、病弱なノロ鹿の奥さんのお産と、ウサギのギザ耳族長の危篤が一度に発生する。
友を待つ森
森を去った銀ギツネを追い、旅に出た黒オオカミ。銀ギツネを探してある森へ入るが、そこはオオカミ族が台頭し、他の動物たちが疑心暗鬼に陥りながら互いに隠れて暮らしている森だった。
単行本書き下ろし作品。本の中では「春の森のクマさん」と「眠りにつく森」の間に収録されている。

## 登場キャラクター
クマさん
本作の主人公。ウラルの森のまとめ役として森の住人たちに慕われている。パイプを嗜む温厚な紳士だが、助け合いの精神を理解せずに森を荒らすものには断固たる態度で臨む。
黒オオカミ
寡黙だが信義に篤い男。多くの森の住民から恐れられているが、クマさんとはパイプ愛好家として親しくしている。
銀ギツネ
うっかり者だが、他人のためにわが身を省みない優しい青年。
リョーシャ
ウサギの青年。別の森から来たウサギの血が混じっているため、白ウサギの中でただ一人、茶色の毛と金色の眼を持つ。
ミオ
ウサギの族長の孫娘。リョーシャとは幼馴染で兄妹のように育った。
ギザ耳族長
ウサギ族の族長。「ギザ耳」の名の由来である折れ曲がって先がギザギザになった耳は、ウサギ族が今の森に定住する以前に争いに巻き込まれたときの傷である。
ウサギの双子
いつも二人で森の中を走り回ってはいたずらをしている。